# Белозёров, Дмитрий Олегович
Дмитрий Олегович Белозёров (род. 11 мая 1994) — украинский профессиональный игрок в русский бильярд, мастер спорта международного класса, действующий чемпион мира в дисциплине «динамичная пирамида». В последние несколько лет является одним из ведущих игроков мира в русский бильярд.

## Биография и карьера
Родился 11 мая 1994 года в Николаеве, Украина.
Дмитрий учился играть в бильярд в школьном возрасте без тренера. В своё время он был одним из сильнейших юных игроков в пирамиду: уже в 2007 году, в тринадцатилетнем возрасте попал в число 16 лучших на одном из этапов взрослого кубка Европы, а в 2011 выиграл несколько крупных юниорских турниров национального уровня, занял второе место на чемпионате Украины и стал бронзовым призёром чемпионатов Европы и мира в свободной пирамиде среди юношей. С 2012 года к Белозёрову пришли первые большие успехи и во «взрослых» турнирах, в том числе международных — он дошёл до полуфиналов кубка Кремля в комбинированной пирамиде и третьего этапа кубка мира в свободной пирамиде.
К условной небольшой группе сильнейших игроков мира Дмитрия можно отнести начиная с 2016-го благодаря победам на кубке Кремля (при общем числе участников того турнира в 277 человек) и на одном из этапов кубка мира. В 2017 году Белозёров впервые стал полуфиналистом чемпионата мира (в комбинированной пирамиде), дошёл до этой же стадии на кубке Саввиди (в московской пирамиде) и выиграл «Кубок Свояка» (меньший по престижности и статусу, чем «Саввиди», но также довольно крупный международный коммерческий турнир).
Наиболее успешным спортивным сезоном для Дмитрия Белозёрова до настоящего времени остаётся 2018 год, когда он выиграл свой первый чемпионат мира (в дисциплине «динамичная пирамида» в финале обыграл Иосифа Абрамова со счётом 7:5), стал победителем командного чемпионата мира в свободной пирамиде и победил на кубке Мэра Москвы. В 2019 и 2020 годах лучшими результатами Дмитрия являются второй титул чемпиона Украины, победа на кубке Кипра и финалы кубка Мэра Москвы, одного из этапов кубка мира, кубка Чеченской Республики и «Minsk Cup».

## Наиболее значимые достижения в карьере
- Чемпион мира (динамичная пирамида) — 2018
- Победитель командного чемпионата мира (свободная пирамида, в паре с Артуром Пивченко) — 2018
- Чемпион кубка Мэра Москвы (свободная пирамида) — 2018
- Чемпион этапа Кубка мира «Longoni - Russa» (динамичная пирамида) — 2016
- Финалист кубка Мэра Москвы (свободная пирамида) — 2019
- Чемпион кубка Кремля (комбинированная пирамида) — 2016
- Финалист кубка Кремля (комбинированная пирамида) — 2012
- Чемпион Украины (комбинированная пирамида) — 2013
- Чемпион Украины (свободная пирамида) — 2019